# Valdenarros
Valdenarros es una localidad española de la provincia de Soria, partido judicial de Burgo de Osma (comunidad autónoma de Castilla y León). Pertenece al municipio de Burgo de Osma-Ciudad de Osma.

## Geografía
La localidad de Valdenarros se ubica en el término municipal del Burgo de Osma a una altitud de 936 metros, sus principales explotaciones son la del trigo, girasol y ganado bovino, su vegetación más destacable son el enebro, encina y pino.

## Historia
En el censo de 1789, ordenado por el conde de Floridablanca,  figuraba como lugar  del Partido de Osma en la Intendencia de Soria,  conocido entonces como Val de Narros, que significaba Valle de los Navarros que bajaban desde Navarra con su ganado a pastar allí en las épocas de invierno y primavera, con jurisdicción de señorío y bajo la autoridad del alcalde pedáneo, nombrado por el duque de Uceda. Contaba entonces con 229 habitantes.
A la caída del Antiguo Régimen la localidad se constituye en municipio constitucional  en la región de Castilla la Vieja que en el censo de 1842 contaba con 55 hogares y 204 vecinos. Hacia mediados del siglo XIX, el lugar tenía unas 50 casas. La localidad aparece descrita en el decimoquinto volumen del Diccionario geográfico-estadístico-histórico de España y sus posesiones de Ultramar de Pascual Madoz de la siguiente manera:

VAL DE NARROS: l. con avunt. en la prov. de Soria (9 leg.), part. jud. del Burgo (1), aud. terr. y c. g. de Burgos (23), dióc. de Osma (1). sit. en la falda de una colina, con buena ventilacion y clima sano. Tiene 50 casas; la consistorial; escuela de instruccion primaria frecuentada por 14 alumnos de ambos sexos, á cargo de un maestro, dotado con 25 fan. de trigo; una magnifica fuente de abundantes y buenas aguas, construida en 1843 á espensas del digno cura párroco D. Pedro Alfaro; una igl. parr. (Sta. Maria Magdalena) servida por un cura y un sacristan. Confina el térm. con los de Valdenebro, Lodares, Velasco, Santiuste, El Burgo, Barcebal y Barcebalejo: una deliciosa alameda y las ermitas de Sta. Juliana y San Roque. El terreno en su mayor parte es llano y de buena calidad; mucha parte de él disfruta del riego que le facilita el r. Avion por medio de una acequia, abierta á espensas y bajo la direccion del espresado señor cura párroco, que no perdona medio para proporcionar toda clase de felicidades á sus feligreses: hay 2 montes poblados de encina, roble, enebro y varios arbustos. caminos: los locales, y el que desde el Burgo conduce á Soria, correo: se recibe y despacha en el Burgo. prod.: trigo, echada , centeno, avena, judias ricas y otras legumbres, patatas, leñas de combustible y buenos pastos, con los que se mantiene ganado lanar, cabrio, vacuno, mular y asnal; hay caza de perdices, conejos y liebres, y pesca de truchas y barbos. ind.: la agrícola, un molino harinero y varios de los oficios y artes mecánicas mas indispenaables. comercio: esportacion del sobrante de frutos, ganado y lana, é importacion de los art. que faltan. pobl.: 50 vec., 204 alm. cap. imp.: 45,999 rs. 10 mrs.
(Madoz, 1849, pp. 257-258)

A mediados del siglo XIX el término del municipio crece al incorporar a Velasco.
A finales del siglo XX este municipio desaparece porque se integra en el municipio de Burgo de Osma-Ciudad de Osma, ambas localidades contaban entonces con 87 hogares y 302 habitantes.
En la actualidad, la localidad apenas está poblada y es utilizada como segunda vivienda durante tiempos vacacionales.

## Demografía
| Gráfica de evolución demográfica de Valdenarros entre 1842 y 1960 |
| |
| Población de derecho según los censos de población del INE Población de hecho según los censos de población del INEEntre el censo de 1857 y el anterior, crece el término del municipio porque incorpora a 425134 (Velasco) Entre el censo de 1970 y el anterior, este municipio desaparece porque se integra en el municipio 42043 (Burgo de Osma) |

Valdenarros contaba a 1 de enero de 2010 con una población de 17 habitantes, 8 hombres y 9 mujeres.
| Gráfica de evolución demográfica de Valdenarros entre 2000 y 2010                                |
|                                                                                                  |
| Población de derecho (2000-2010) según los censos de población del INE a 1 de enero de cada año. |

## Fiestas y costumbres
Las fiestas y celebraciones más importantes son 9 y 21 de agosto, en honor de la Virgen del Rosario, trasladadas del 7 de octubre; dan comienzo las fiestas el viernes anterior, con una caldereta en comunidad.
Otras fiestas y tradiciones: antes celebraban Santa Juliana, el 15 de mayo, con procesión, rogativas, subastas de bandos y rollos.  
- Pingaban el mayo.
- Enramaban las casas de las mozas el día del Corpus y de la Ascensión.
- En Semana Santa colocaban un monumento que llamaban "Los Judíos".

Cantaban:   
- Albadas en las bodas y a cambio recibían una arroba de vino.

Tuvieron dos cofradías: la de la Vera Cruz y la del Niño Jesús.
En la década de los 80 las peñas alcanzaron gran popularidad durante las fiestas, ofreciendo sangría y animando los festejos en la plaza mayor, entre ellas figuraba la Peña del Huevo Draculín, formada por los más pequeños del pueblo. En la actualidad, la localidad cuenta con una peña, Peña de los Mohito y la estrenada en 2009 Erreache cuya principal actividad se realiza durante las fiestas de la Virgen del Rosario.

## Patrimonio
Los sitios de interés son la iglesia de Santa María Magdalena que tiene incoado expediente como Bien de Interés Cultural en la categoría de Monumento desde el 8 de febrero de 1983.
Ruinas de las ermitas de Santa Juliana y de San Roque.
Y la pista de frontón del pueblo, donde se realizan populosos torneos durante las fiestas de la Virgen del Rosario.

## Infraestructura
- El Frontón: ya citado anteriormente, uno de los lugares más concurridos del pueblo.
- La Escuela: lugar de reunión y celebración. Desde el mes de octubre se están llevando a cabo una reforma interna.
- El Médico: aquí realiza sus visitas semanales una enfermera de El Burgo de Osma y también recientemente es la residencia de la forestal.
- El Ayuntamiento: hoy en ruinas.
- El puente: llamada a la zona de recreo del Río Abión y zona de afluencia de los numerosos turistas de la región.